# Romaine Sawyers
Pour les articles homonymes, voir Sawyers.
Romaine Theodore Sawyers, né le 2 novembre 1991 à Birmingham, est un footballeur international christophien. Il évolue au poste de milieu de terrain.

## Carrière

### En club
Le 1er juillet 2016, il signe un contrat de quatre saisons avec le club anglais du Brentford FC.
Le 27 juillet 2019, il signe un contrat de trois saisons avec West Bromwich Albion.
Le 6 juillet 2022, il rejoint Cardiff City.

### En équipe nationale
Il reçoit sa première sélection avec l'équipe de Saint-Christophe-et-Niévès le 10 novembre 2012, contre Anguilla, dans le cadre des éliminatoires de la Gold Cup 2013 (victoire 2-0).

## Palmarès

### En club
- Finaliste du Football League Trophy en 2015 avec Walsall

### Distinctions personnelles
- Membre de l'équipe type de Football League One (troisième division anglaise) en 2015-2016.
- Membre de l'équipe type de Football League Championship en 2020.